# Sølvpotentil
Sølvpotentil (Potentilla argentea), ofte skrevet sølv-potentil, er en 15-30 cm høj urt, der vokser på tørre marker og bakker.

## Beskrivelse
Sølvpotentil er en flerårig urt med en nedliggende til opstigende vækst. Planten danner en grundstillet bladroset, som kan være mere eller mindre vintergrøn. Stænglerne er rødlige, men dækket af et gråt hårlag.
Bladene er spredstillede og 5-fingrede med ombøjet rand. Småbladene er dybt indskårne ved spidsen og ellers groft tandede. Oversiden er mørkegrøn og mere eller mindre tæt forsynet med grå hår, mens undersiden er hvidfiltet. Blomstringen sker i juni-august, hvor man finder blomsterne siddende samlet i løse, endestillede stande. De enkelte blomster er regelmæssige og 5-tallige med gule kronblade. Frugterne er nødder, som sidder fast på den tørre blomsterbund.
Rodnettet består af en kort, lodret rodstok, som bærer nogle få, kraftige og dybtgående hovedrødder.
Højde x bredde og årlig tilvækst: 0,30 x 0,45 m (30 x 45 cm/år).

## Voksested
Sølvpotentil er udbredt i Mellemøsten, Lilleasien, Kaukasus, Centralasien, Sibirien og Kina samt i det meste af Europa. I Danmark findes den almindeligt overalt. Den foretrækker et lysåbent voksested med en tør, veldrænet og kalkholdig jord med et lavt næringsindhold. Derfor træffes den på tørre marker, vejskråninger og bakker.
På Mens Alvaret på Öland findes arten sammen med bl.a. aksærenpris, blåhat, alm. brunelle, alm. kohvede, sandløg, slangehoved, svalerod, voldtimian, bakkenellike, dueskabiose, Festuca oelandica (en endemisk art af svingel, filtbladet kongelys, filtet soløje, gul rundbælg, gul snerre, harekløver, havemalurt, hvid stenurt, håret flitteraks, knoldet mjødurt, lammeøre, nikkende limurt, nikkende tidsel, smalbladet timian, soløjealant og ølandpurløg

## Galleri
- Billeder af Sølvpotentil
- Vækstform
- Blade
- Blomsterstand
- Blomst
- Habitat

| Portal | Portal:Botanik |